# Dungelbeck
Dungelbeck ist ein Stadtteil von Peine in Niedersachsen. Der Vorort liegt südöstlich von Peine an der Bundesstraße 65. Die Ortschaft hat 1.865 Einwohner (Stand Juli 2024) und ist räumlich von Peine durch Ackerflächen getrennt. Am 1. März 1974 wurde das ehemals selbständige Dorf in die Stadt Peine eingemeindet.

## Geografie

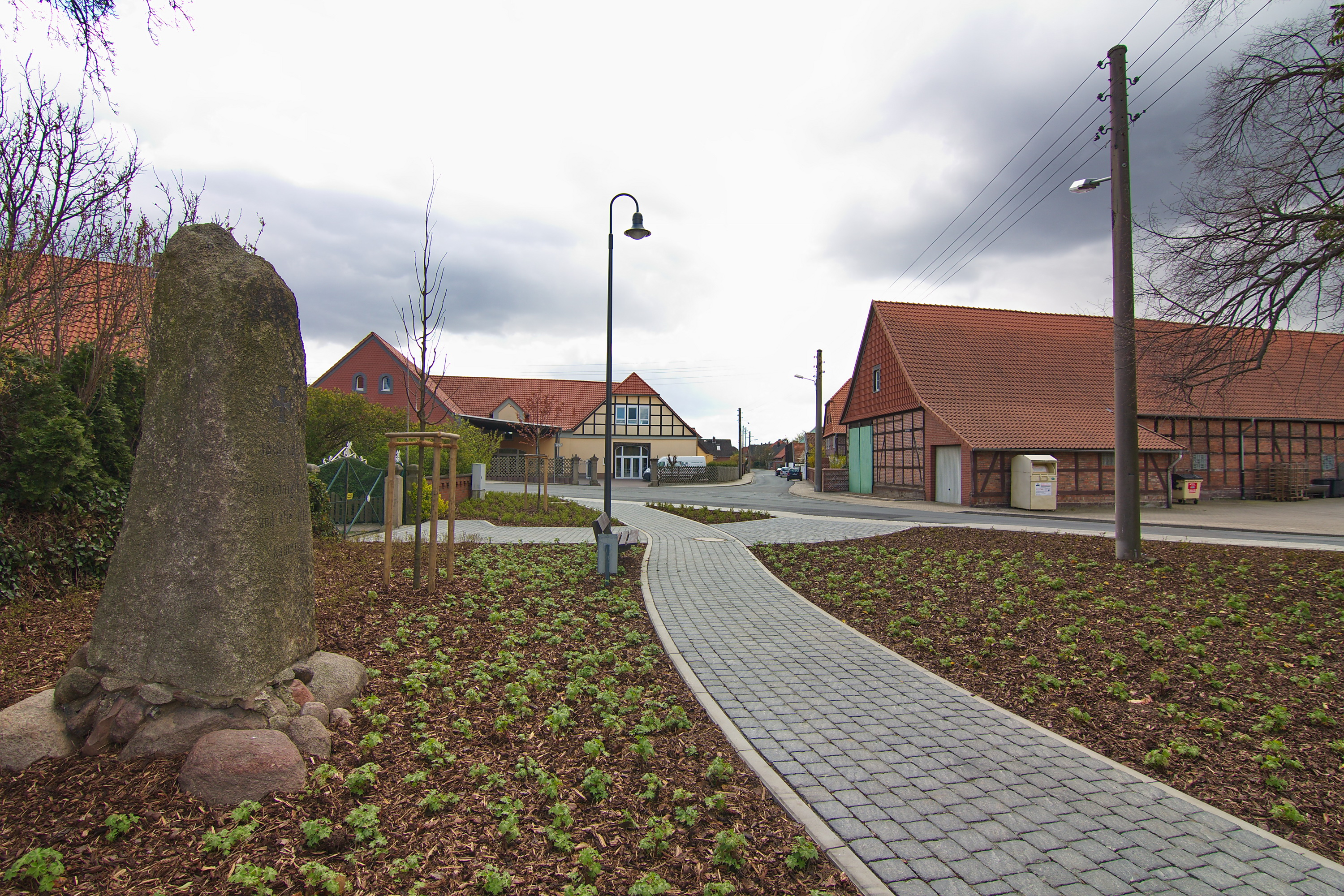
Ortsblick

Dungelbeck liegt 4 km südöstlich von Peine an der Bundesstraße B65. Im Norden grenzt in 1 km Entfernung der Mittellandkanal, im Osten der Lange Busch, im Westen der Neue Forst und der Gräwig. Im Osten des Gräwig fließt der Pisserbach. Im Südosten befindet sich der Escheberg mit der katholischen Kirche.
| Peine        |                                             |               |
| Klein Ilsede | Kompassrose, die auf Nachbargemeinden zeigt | Woltorf       |
|              |                                             | Schmedenstedt |

## Geschichte

### Mittelalter
Dungelbeck ist eine der ältesten Siedlungen im Landkreis Peine. Aus der jüngeren Bronzezeit (10. bis 8. Jh. v. Chr.) stammen westlich des Pisserbachs im Gräwig ein Hügelgräberfeld und ein weiteres vorgeschichtliches Grabdenkmal, die sogenannte „Steinkiste“. Archäologische Funde (Gefäßscherben) aus dem Jahr 1952 im damaligen Baugebiet an der Tannenbergstraße deuten auf eine Bewohnung im 5./6. Jahrhundert hin.

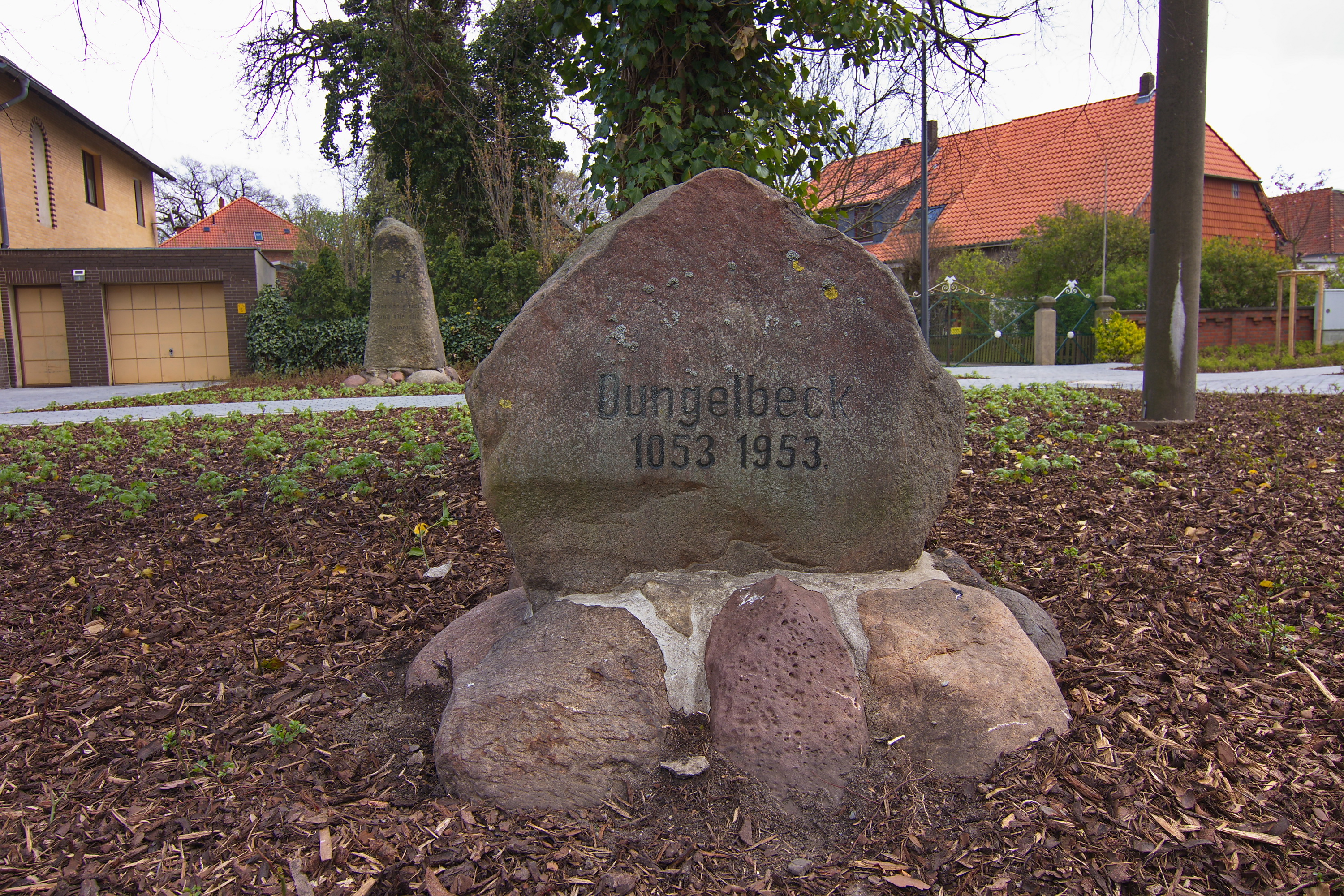
Gedenkstein 900 Jahre Dungelbeck

Erstmals urkundlich erwähnt wird Dungelbeck in einer Schenkungsurkunde vom 3. November 1053 von Kaiser Heinrich III auf dem Reichstag zu Worms unter dem Namen Dungerbichi:
„Herr Heinrich, der Unbesiegte und Erhabene“ verbrieft darin Bischof Etzelin zu Hildesheim „den ganzen früheren Besitz des geächteten Tiemo, darunter Grundstücke, Gebäude, männliche und weibliche Hörige“.
Die Bedeutung des Namens Dungelbeck leitet sich nach Ernst Matthaei von dem Grundwort „Beeke“ = Bach ab, das Bestimmungswort ist das niederdeutsche „duning“, was feuchtes Gelände bedeutet. Dies deutet auf die früher schlechtere Entwässerung des vom Pisserbach durchzogenen Dungelbecker Gebiets hin. Beispielsweise erfolgte durch den Bau des naheliegenden Mittellandkanals eine Senkung des Grundwasserspiegels.
1183 war der Hof Dungelbeck mit 15 weiteren Hufen Gegenstand eines Tauschgeschäfts, als Bischof Adelog von Hildesheim die Höfe von den Grafen von Dassel erhielt und sie an sie zurück verlehnte als Gegenleistung für die an sie übergebene Hälfte der Homburg. Über Bezeichnungen wie Dungerbike, Dungerbeke und Dungelbeke manifestierte sich der endgültige Name erst 1757.
Nach dem Tod von Gunzelin von Wolfenbüttel im Jahr 1255 nahm die Hildesheimer Regierung die übriggebliebenen Reste der alten Grafschaft Peine in Besitz und teilte das neu entstandene Amt Peine in vier Vogteien – eine davon war die Amtsvogtei (auch „Halbgerichtsvogtei“) Dungelbeck. Diese bestand aus Dungelbeck, Groß Lafferde, Klein Lafferde, Lengede, Münstedt, Schmedenstedt und Stapelndorf (Wüstung). Woltorf wurde nur zu 2/3 gezählt.

### Neuzeit
Während des Dreißigjährigen Krieges (1618–1648) wechselten die Machthaber in und um Peine mehrfach: erst die Kaiserlichen, kurz darauf die Schweden, bald wiederum die Braunschweiger und später die Hessen. In dieser Zeit hatte auch Dungelbeck unter den Folgen der Ausbeutung zu leiden. Auch der nachfolgende Siebenjährige Krieg (1756–1763) hatte hohe Kontributionsforderungen zur Folge. Zu allem Überfluss vernichtete 1779 eine verheerende Feuersbrunst 26 Gehöfte.
In der Gemarkung zwischen Woltorf und Dungelbeck verlief die Grenze zwischen hildesheimischen und braunschweigischen Gebiet. Dies belegt beispielsweise eine Grenzangelegenheit aus dem Jahr 1757 über das „Auffinden eines toten Körpers im Bruch auffen Brink“, über die der Landvogt Petit Jean aus Dungelbeck berichtet.
Eine Wende begann ab 1855, als bei Groß Bülten Eisenvorkommen entdeckt wurden. Es folgten 1858 die Gründung der Ilseder Hütte und 1872 der Bau des Peiner Walzwerkes. Die daraus resultierende Industrialisierung leitete den Wandel von einem reinen Bauerndorf hin zu einem Arbeiterdorf ein. Im Zeitraum von 1870 bis 1914 verdoppelte sich die Zahl der Wohnungen in Dungelbeck – viele Höfe wurden zugunsten eines Verdienstes in der Industrie aufgegeben. Die Gesamtagrarleistung konnte jedoch aufrechterhalten werden, was anfangs dem bereits 1860 erstmals erfolgten Einsatz von Kalisalz als Kunstdünger zu verdanken ist, später der Maschinisierung der Agrartechnik. Nach dem Zweiten Weltkrieg wuchs die Einwohnerzahl Dungelbecks weiter, da viele Flüchtlinge in Dungelbeck ihre neue Heimat fanden.
Das Bauernsterben hat bis heute angehalten. Derzeit gibt es in Dungelbeck noch drei Landwirte im Vollerwerb, die das ländliche Flair des Dorfes weiter aufrechterhalten. Der Ort erfüllt heute jedoch hauptsächlich eine Wohnfunktion. Hiervon zeugen ebenfalls die beiden aktuellen Neubaugebiete „östlich Oberger Weg“ und „südlich Waldweg“.

### Wüstungen
In der Nähe von Dungelbeck sind mehrere Wüstungen bekannt. Durch zahlreiche urkundliche Erwähnungen vom 12. bis 15. Jahrhundert ist der Ort Alrum bekannt. Erstmals wird er 1165 anlässlich einer Besitzübertragung Dietrich von Haldenslebens an das Stift Steterburg genannt. 1150/1200 erwarb das Domkapitel Hildesheim in Alrum den Zehnten. 1458 oder – nach anderen Angaben – 1470 ist es letztmals als noch bestehender Ort bezeugt. Ursprünglich gehörte die an der Fuhse gelegene Peiner Hollandsmühle zu Alrum, die noch 1534, 1537 und 1568 als Alrumer Mühle (de alre mole, alren mölen) bezeichnet wurde. Da der namensgebende Ort jedoch längst nicht mehr bestand, wurde allmählich der Name der damaligen Müllersfamilie Holland maßgebend.
Am 19. August 2006 wurde im Zuge eines Sportplatzneubaus im Bereich der Wüstung 52° 18′ 7″ N, 10° 14′ 56″ O eine Detektorprospektion durchgeführt, bei der es jedoch zu keinen wesentlichen Neufunden kam.
Weitere archäologische Funde und heutige Flurnamen lassen weitere Wüstungen im Dungelbecker Gebiet als wahrscheinlich erscheinen, wenn auch nicht als gesichert:
- Wittmar: 1 km östlich von Alrum, zwischen B65 und Mittellandkanal, heutiger Straßenname „Wittmersweg“
- Schwittmar und Pekelsdorf: nahe östlicher Gemarkungsgrenze von Dungelbeck, auf Woltorfer Gebiet, zwischen Mittellandkanal, Bahnlinie Hannover-Braunschweig und Ortslage Woltorf
- Stapelndorf: vermutlich am Nordostrand des Woltorfer Holzes, oberhalb der Einmündung der Landgrabenniederung in das Schneegrabental

| Jahr        | Einwohner |
| ----------- | --------- |
| Mittelalter | rund 150  |
| 1664        | 143       |
| 1803        | 402       |
| 1815        | 408       |
| 1835        | 415       |
| 1848        | 412       |
| 1852        | 425       |
| 1871        | 430       |
| 1900        | 894       |
| 1926        | 1000      |

## Politik

### Ortsrat
Der Ortsrat, der den Ortsteil Brunkensen vertritt, setzt sich aus fünf Mitgliedern zusammen. Die Ratsmitglieder werden durch eine Kommunalwahl für jeweils fünf Jahre gewählt.
Bei der Kommunalwahl 2021 ergab sich folgende Sitzverteilung:
| Ortsrat 2021Insgesamt 5 Sitze - SPD: 3 - Grüne: 1 - FW-PB: 1 |

### Ortsbürgermeister
Ortsbürgermeister ist Rainer Hülzenbecher (SPD).

### Wappen
Das Dungelbecker Wappen wurde am 25. Juni 1951 vom damaligen niedersächsischen Innenminister Richard Borowski genehmigt. Der Entwurf geht auf den früheren Hauptlehrer Georg Bösche zurück. Als Vorlage diente das romanische Tympanon, das als Türsturz seinen Platz über dem Portal der alten Dungelbecker Kirche hatte und heute auf einer Konsole im Eingangsbereich der Kirche steht. Es zeigt zwei Tiere, deren Deutung jedoch nicht klar ist. Eine mögliche Interpretation ist, dass es links einen Hund und rechts ein Schwein zeigt, also unreine Tiere. Das kann als Hinweis verstanden werden, diese nicht in die Kirche einzulassen. Eine andere Betrachtung deutet die Tiere als Lamm (links) und Drache, der auf den Drachenkampf des Erzengels Michael (vgl. Offenbarung des Johannes 12,7-11) hinweist, vielleicht auch auf „den Drachenkämpfer St. Georg“, „der Namensgeber der Kirche in Schmedenstedt ist“, einst die Mutterkirche Dungelbecks.
Die Farben Rot-Gold erinnern an die Zugehörigkeit zum ehemaligen Bistum und Hochstift Hildesheim.
Als „Ansporn“ für die Dorfbewohner, „stets abwehrbereit im Kampf für Recht und Freiheit zusammenzustehen“, verstand Rudolf Dehnke (Rotenburg) das Wappen:
„Ein Drache stehet furchtbar wild
im Dungelbecker Wappenschild.
Von Sumpf seit altersher umgeben,
rang unser Ort oft um sein Leben.
Halt, Dungelbeck, trotz Sumpf und Leid
dich stets zum Kampf fürs Licht bereit!“

## Kultur und Sehenswürdigkeiten

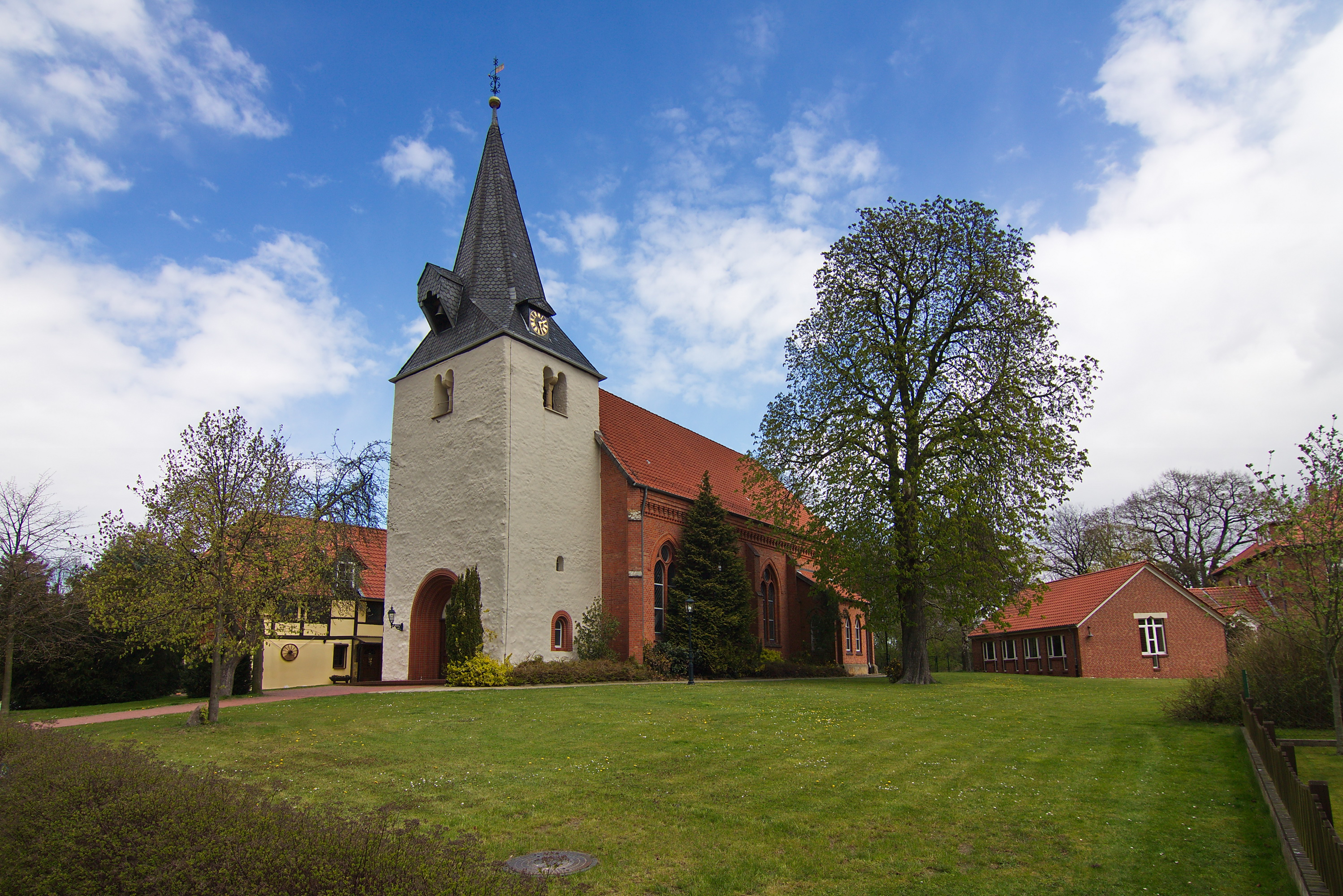
Kirche St. Johannis

### Johanniskirche
Nahe dem Dorfzentrum befindet sich die Kirche St. Johannis der evangelisch-lutherischen Kirchengemeinde Dungelbeck. Diese wurde früher als Dorfkirche bezeichnet. Anlässlich der 125-jährigen Kirchweihe wurde sie am 12. Dezember 2010 in einem Gottesdienst mit Landessuperintendent Eckhard Gorka mit dem neuen Namen benannt, da in Archiven „Hinweise auf ein Patronat Johannes'“ gefunden wurden.

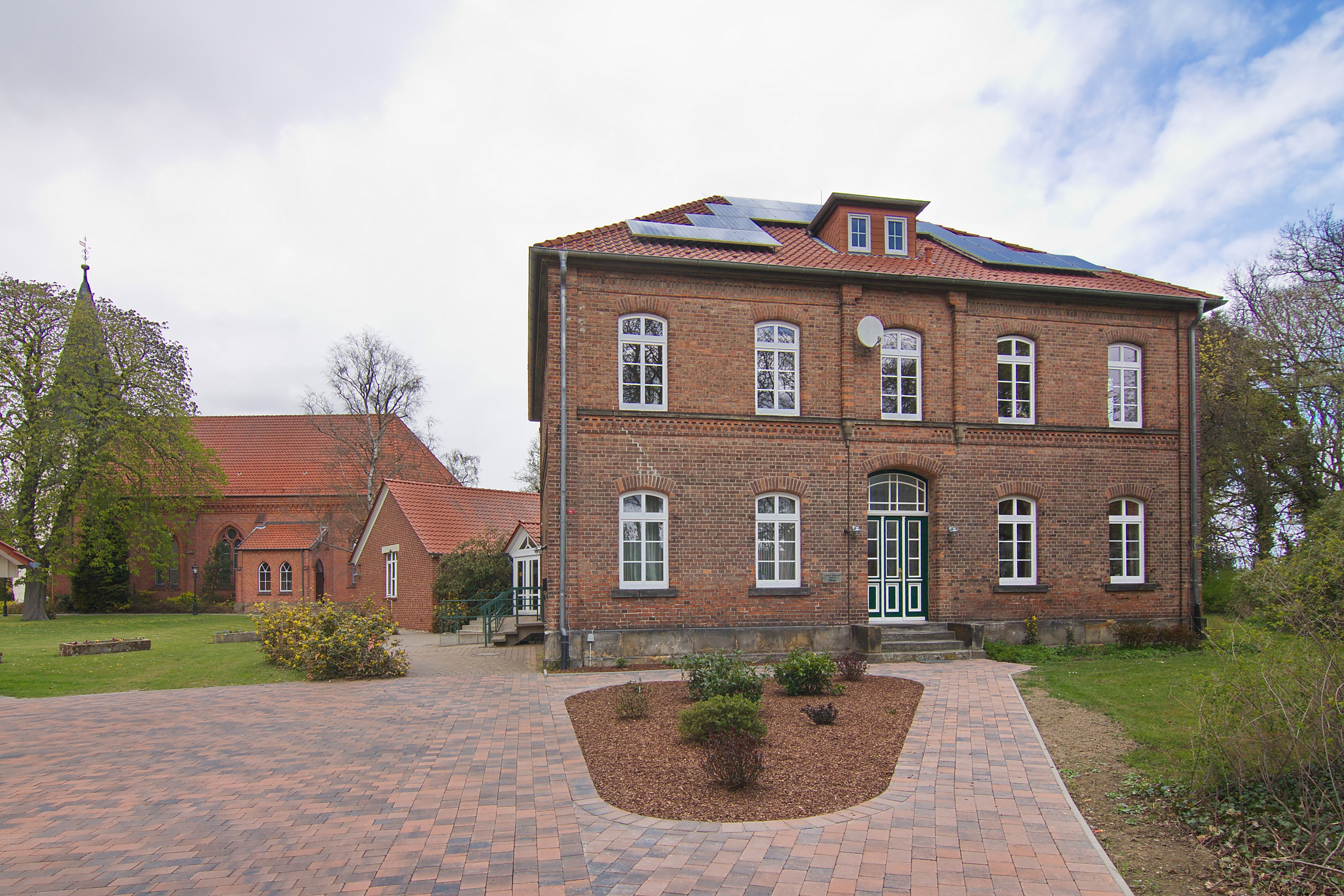
Pfarrhaus (Baujahr 1857)

Die Gründung der Dorfkirche wird im 11. Jahrhundert angesiedelt, eventuell erfolgte diese auch erst im 12. Jahrhundert. Der heute noch stehende romanische Kirchturm, ein „Westturm“, wird auf spätestens „gegen 1200“ datiert. 1885 erfolgte dann eine grundlegende Erneuerung des Gotteshauses: das Kirchenschiff wurde abgerissen und mit einigen Umbauten an Fenstern und Eingang neu aufgebaut. Am 3. Mai 1885 wurde der letzte Gottesdienst im alten Kirchenschiff gefeiert. Der Grundstein für den Neubau, der von der Vorgängerkirche übernommenen worden war, wurde am 24. Juni 1885 gelegt.
Die beiden ursprünglichen Kirchenglocken aus den Jahren 1424 und 1500 wurden während der beiden Weltkriege in den Jahren 1942 bzw. 1917 zu Kriegszwecken eingeschmolzen. Nach dem Ende des Zweiten Weltkriegs wurden zwei neue Glocken installiert. Diese konnten am Zweiten Advent 1950 in Empfang genommen werden und wurden in einem Festgottesdienst geweiht. 1960 wurde die Hillebrand-Orgel anstelle der vorherigen Becker-Orgel in Betrieb genommen. Sie besitzt 24 Register (davon 4 Zungenstimmen) auf 2 Manualen und Pedal. Der Altarraum wird durch die Ende der 1990er-Jahre installierten Buntglasfenster bestimmt. Sie zeigen in den äußeren beiden Fenstern die beiden Sakramente Taufe und Abendmahl und in den mittleren drei Fenstern die Feste Weihnachten, Ostern und Pfingsten.
Die evangelisch-lutherische Kirchengemeinde hat ca. 1100 Mitglieder. Sie gehört zur Region Süd-Ost des Kirchenkreises Peine und ist seit 2022 pfarramtlich mit der St. Urban Kirchengemeinde Klein Ilsede verbunden (Pfarrsitz: Dungelbeck). Seit 2021 betreut Pastor Andreas Bartholl die ev.-luth. Kirchengemeinde in Dungelbeck. Zuvor waren von 2003 bis 2014 Dr. Stefan Leonhard und von 2014 bis 2017 Stephan Feldmann für die Gemeinde als Pastoren tätig.

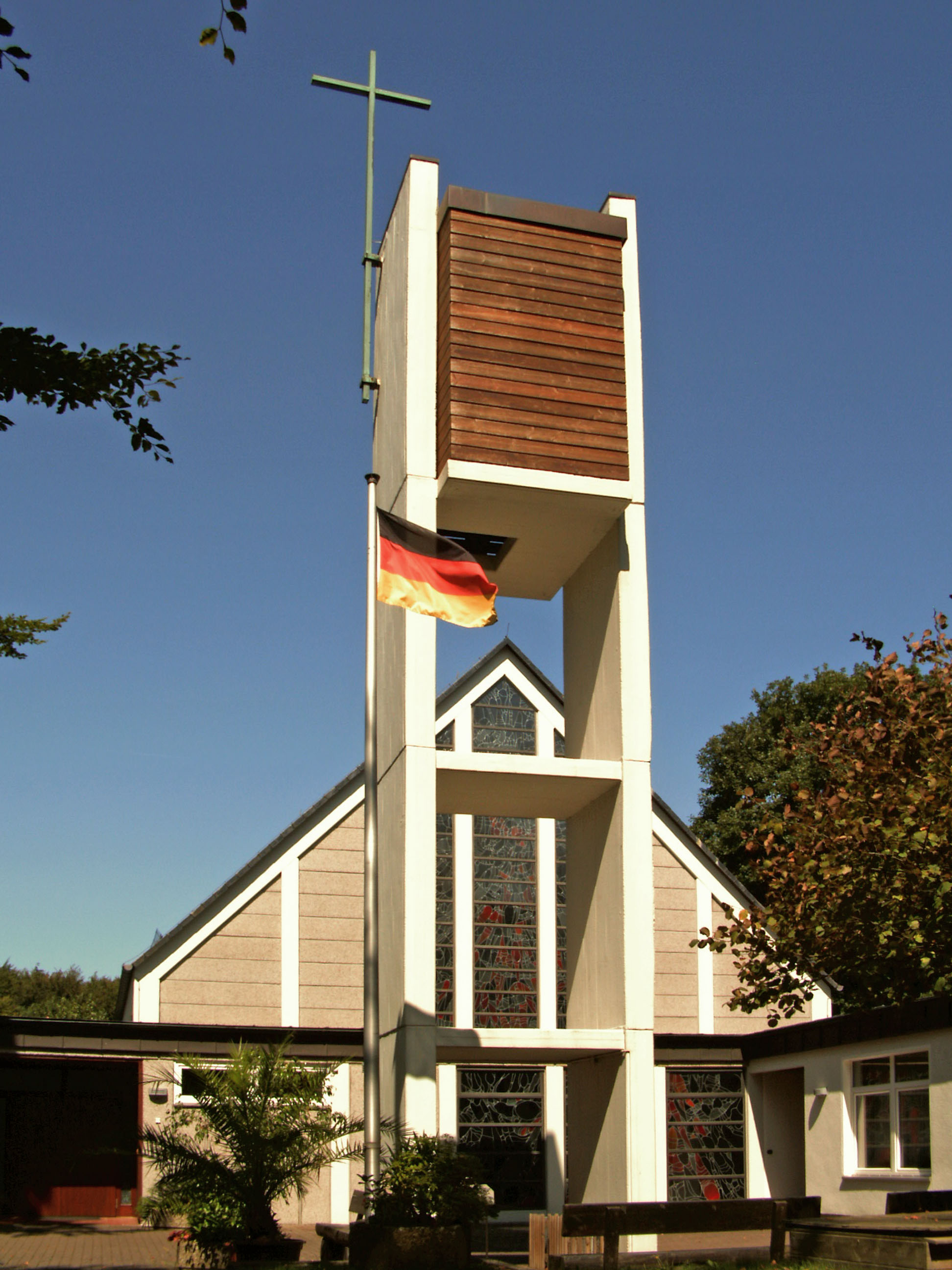
Kirche Heilig Kreuz

### Heiligkreuzkirche
Die katholische Kirche Heilig Kreuz befindet sich am Escheberg, außerhalb des Ortes an der Straße nach Schmedenstedt gelegen. Gegründet wurde die Kirchengemeinde um 1960, zunächst fand der Gottesdienst in der Waldwirtschaft „Escheberg“ statt. Nach Schließung der Gaststätte wurde 1970 am Escheberg die heute noch bestehende Kirche erbaut, konzipiert als Fertigteilkirche mit freistehendem Glockenturm von Josef Fehlig. Die Mitgliederzahl beträgt 1111. Seit 2006 gehört die Kirche zur Pfarrgemeinde Zu den heiligen Engeln in Peine.

### Grünflächen und Naherholung
Seit 1970 ist das Waldgebiet Dungelbecker Bruch Landschaftsschutzgebiet.

## Wirtschaft und Infrastruktur
Der Ort verfügt über eine Grundschule, eine Kindertagesstätte, einen Jugendtreff, einen Fleischer, einen Supermarkt, einen Hofladen und eine Tankstelle.